# Pseudione confusa
Pseudione confusa är en kräftdjursart som först beskrevs av Norman 1886.  Pseudione confusa ingår i släktet Pseudione och familjen Bopyridae.

## Underarter
Arten delas in i följande underarter:
- P. c. confusa
- P. c. maxillipedis